# North Plains
North Plains és una població dels Estats Units a l'estat d'Oregon. Segons el cens del 2000 tenia 1.605 habitants.

## Demografia
Segons el cens del 2000, North Plains tenia 1.605 habitants, 594 habitatges, i 422 famílies. La densitat de població era de 794,5 habitants per km².
Dels 594 habitatges en un 40,9% hi vivien nens de menys de 18 anys, en un 58,8% hi vivien parelles casades, en un 8,8% dones solteres, i en un 28,8% no eren unitats familiars. En el 25,6% dels habitatges hi vivien persones soles el 12,1% de les quals corresponia a persones de 65 anys o més que vivien soles. El nombre mitjà de persones vivint en cada habitatge era de 2,7 i el nombre mitjà de persones que vivien en cada família era de 3,24.
Per edats la població es repartia de la següent manera: un 30% tenia menys de 18 anys, un 5,6% entre 18 i 24, un 35% entre 25 i 44, un 18,8% de 45 a 60 i un 10,7% 65 anys o més.
L'edat mediana era de 34 anys. Per cada 100 dones de 18 o més anys hi havia 92,3 homes.
La renda mediana per habitatge era de 49.563$ i la renda mediana per família de 55.156$. Els homes tenien una renda mediana de 42.237$ mentre que les dones 27.857$. La renda per capita de la població era de 18.794$. Aproximadament el 4,8% de les famílies i el 5,3% de la població estaven per davall del llindar de pobresa.

## Poblacions més properes
El següent diagrama mostra les poblacions més properes.